# The Voice of Germany/Staffel 3
Die dritte Staffel der Gesangs-Castingshow The Voice of Germany wurde vom 17. Oktober 2013 bis 20. Dezember 2013 ausgestrahlt. Wie die zweite Staffel wurde sie von Thore Schölermann und backstage von Doris Golpashin moderiert.
Die Jury bestand aus der Popsängerin Nena, dem Duo Alec Völkel und Sascha Vollmer von der Countryband The BossHoss, dem Rapper und Musikproduzenten Max Herre sowie dem Songwriter, Gitarristen und Sänger Samu Haber. Sieger wurde Andreas Kümmert.

## Erste Phase: Die Blind Auditions
Die Castings zur dritten Staffel fanden von April bis Juni 2013 statt, wurden aber nicht im Fernsehen gezeigt. Die Blind Auditions wurden vom 21. bis 24. Juli 2013 im Studio Adlershof in Berlin aufgezeichnet und vom 17. Oktober bis zum 1. November 2013 in sechs Fernsehsendungen ausgestrahlt. Die Jury wählte 71 Kandidaten in die zweite Phase, in die Samu Haber, Nena und The BossHoss mit je 18 sowie Max Herre mit 17 Kandidaten einzogen.
Alle vier Jurystimmen erhielten die Kandidaten Nico Gomez, Dolo Lee, Andreas Kümmert, Katharina Schoofs, Thorunn Egilsdottir, Katja Aujesky, David Whitley, Annika Kron, Aalijah Tabatha Hahnemann, Jazz Akkar und Holger Brokmann. Von diesen elf entschieden sich fünf für Max Herre, drei für The BossHoss, zwei für Nena und einer für Samu Haber als Coach.
| Folge  | Die Coaches und ihre Kandidaten                       | Die Coaches und ihre Kandidaten                                    | Die Coaches und ihre Kandidaten                                 | Die Coaches und ihre Kandidaten                              |
| Folge  | Samu Haber                                            | Nena                                                               | The BossHoss                                                    | Max Herre                                                    |
| ------ | ----------------------------------------------------- | ------------------------------------------------------------------ | --------------------------------------------------------------- | ------------------------------------------------------------ |
| 01     | Nilima Chowdhury Laura Kattan Ashonte „Dolo“ Lee      | Jonas Pütz Nader Rahy                                              | Albulena Krasniqi Debbie Schippers                              | Nico Gomez Peer Richter Andreas Kümmert                      |
| 02     | Agatino Sciurti Chris Schummert                       | Isaac Roosevelt Thorunn Egilsdottir Norisha Campbell Tiana Kruskic | Philip Bölter Anina Schibli                                     | Katharina Schoofs Larissa Evans Hanna Iser                   |
| 03     | Tabea Elkarra Judith van Hel Joy Masala Tesirée Priti | Katja Aujesky Pascal Diederich                                     | Mario Gegner Fredrik Hafdis Hallgrimsdottir David Whitley       | Violeta Kokollari                                            |
| 04     | Sibell Madlen Böhm Margit Silay Marco Musca           | Emily Intsiful Lilith Wieland David Hanselmann                     | Astrid „Chilli“ Rusznyak Romina Amann Aalijah Tabatha Hahnemann | Marc Motzer Annika Kron Rasmus Hoffmeister                   |
| 05     | Akina Ingold Yvonne Rüller Manuel Storz               | Tal Ofarim Msoke Mhina Anja Lerch                                  | Caro Trischler Gentiana Merturi Lisette Whitter                 | Cathrin Joksch Léon Rudolf Janine Hecht Yasemin „Jazz“ Akkar |
| 06     | Alexandra „Alex“ Radloff Johny Fraser                 | John Noville Georgina Mettbach Astrid Lonergan John Eid            | Holger Brokmann Juri Rother Sara Koell Zsuzsa Magyar            | Ines Koch Karen Firlej Nonhle Beryl                          |
| Gesamt | 18                                                    | 18                                                                 | 18                                                              | 17                                                           |

## Zweite Phase: Die Battle Round
Die Battle Round wurde am 30. und 31. August 2013 in Berlin aufgezeichnet und vom 7. bis zum 15. November 2013 in vier Fernsehsendungen ausgestrahlt.
Die Coaches bereiteten die Teilnehmer zusammen mit Beratern aus ihrem musikalischen Umfeld auf die Gesangsduelle vor. Wie in den ersten beiden Staffeln wurden The BossHoss von Musikproduzent und Songwriter Jan Löchel unterstützt, Nena von Musikproduzent und Keyboarder Derek von Krogh; zusätzlich wurde Nena von Gitarrist John Andrews beraten. Max Herre wurde von Rapper und Sänger Sékou unterstützt, Samu Haber von Musikproduzent und Songwriter Brix.
In den Gruppen von Samu Haber, Nena und The BossHoss trugen die 18 Kandidaten jeweils sechs Eins-gegen-Eins-Duelle und zwei Dreier-Battles aus; in der 17 Kandidaten umfassenden Gruppe von Max Herre fanden sieben Eins-gegen-Eins-Duelle und ein Dreier-Battle statt. Aus jedem Eins-gegen-Eins-Duell bestimmte der jeweilige Coach einen der beiden Kandidaten, der direkt in die nächste Phase kam; aus jedem Dreier-Battle kamen zwei der drei Kandidaten direkt weiter.
Anders als in den ersten beiden Staffeln konnte auch der unterlegene Kandidat eines Battles in die nächste Phase kommen, und zwar wenn ihn einer der anderen Coaches übernahm. Falls dies mehr als einer der anderen Coaches tun wollte, wählte der Kandidat einen von ihnen zu seinem neuen Coach. Samu Haber, Nena und The BossHoss übernahmen je zwei Kandidaten anderer Coaches, Max Herre tat dies dreimal. Damit gingen alle vier Coachinggruppen mit je zwölf Teilnehmern in die nächste Phase.
| Folge | Coach        | Battle | Direkt weitergewählte Kandidaten | Direkt weitergewählte Kandidaten | Song                                                 | Unterlegener Kandidat  | Neuer Coach des unterlegenen Kandidaten |
| ----- | ------------ | ------ | -------------------------------- | -------------------------------- | ---------------------------------------------------- | ---------------------- | --------------------------------------- |
| 07    | Max Herre    | 1      | Andreas Kümmert                  | Andreas Kümmert                  | To Love Somebody von den Bee Gees                    | Janine Hecht           | The BossHoss                            |
| 07    | Samu Haber   | 2      | Dolo Lee                         | Tesirée Priti                    | All the Right Moves von OneRepublic                  | Marco Musca            | —                                       |
| 07    | The BossHoss | 3      | Anina Schibli                    | Anina Schibli                    | Stay von Rihanna                                     | Lisette Whitter        | —                                       |
| 07    | Nena         | 4      | John Noville                     | John Noville                     | All Along the Watchtower von Bob Dylan               | Anja Lerch             | Max Herre                               |
| 07    | Samu Haber   | 5      | Chris Schummert                  | Chris Schummert                  | Follow Me von Uncle Kracker                          | Agatino Sciurti        | —                                       |
| 07    | Nena         | 6      | Tiana Kruskic                    | Tiana Kruskic                    | Mercedes Benz von Janis Joplin                       | Astrid Lonergan        | —                                       |
| 07    | The BossHoss | 7      | Aalijah T. Hahnemann             | Debbie Schippers                 | Black Cat von Janet Jackson                          | Romina Amann           | Samu Haber                              |
| 08    | Max Herre    | 8      | Nico Gomez                       | Nico Gomez                       | Blame It on the Boogie von The Jackson Five          | Marc Motzer            | —                                       |
| 08    | The BossHoss | 9      | Caro Trischler                   | Caro Trischler                   | Thinking of You von Katy Perry                       | Sara Koell             | Max Herre                               |
| 08    | Samu Haber   | 10     | Judith van Hel                   | Sibell                           | Wherever You Will Go von The Calling                 | Alex Radloff           | —                                       |
| 08    | Nena         | 11     | David Hanselmann                 | David Hanselmann                 | Over the Rainbow von Judy Garland                    | Katja Aujesky          | —                                       |
| 08    | Samu Haber   | 12     | Yvonne Rüller                    | Yvonne Rüller                    | Ironic von Alanis Morissette                         | Tabea Elkarra          | —                                       |
| 08    | The BossHoss | 13     | Fredrik                          | Fredrik                          | Lonely Boy von The Black Keys                        | Holger Brokmann        | —                                       |
| 08    | Max Herre    | 14     | Katharina Schoofs                | Katharina Schoofs                | Ohne dich von Selig                                  | Cathrin Joksch         | —                                       |
| 08    | Nena         | 15     | Emily Intsiful                   | Jonas Pütz                       | Nights in White Satin von The Moody Blues            | Isaac Roosevelt        | Max Herre                               |
| 09    | Max Herre    | 16     | Léon Rudolf                      | Peer Richter                     | Zu schnell vorbei von Clueso                         | Rasmus Hoffmeister     | Samu Haber                              |
| 09    | Nena         | 17     | Lilith Wieland                   | Lilith Wieland                   | La La La von Snoop Dogg                              | Msoke Mhina            | —                                       |
| 09    | Samu Haber   | 18     | Nilima Chowdhury                 | Nilima Chowdhury                 | Lights von Ellie Goulding                            | Madlen Böhm            | —                                       |
| 09    | Nena         | 19     | Thorunn Egilsdottir              | Nader Rahy                       | Kiss from a Rose von Seal                            | Tal Ofarim             | The BossHoss                            |
| 09    | The BossHoss | 20     | Philip Bölter                    | Philip Bölter                    | I Will Wait von Mumford & Sons                       | Mario Gegner           | —                                       |
| 09    | Max Herre    | 21     | Jazz Akkar                       | Jazz Akkar                       | Love on Top von Beyoncé                              | Nonhle Beryl           | —                                       |
| 09    | Samu Haber   | 22     | Joy Masala                       | Joy Masala                       | You Know I’m No Good von Amy Winehouse               | Margit Silay           | —                                       |
| 09    | The BossHoss | 23     | David Whitley                    | David Whitley                    | Treasure von Bruno Mars                              | Hafdis Hallgrimsdottir | —                                       |
| 10    | The BossHoss | 24     | Zsuzsa Magyar                    | Albulena Krasniqi                | Sweet Nothing von Calvin Harris feat. Florence Welch | Gentiana Merturi       | Nena                                    |
| 10    | Max Herre    | 25     | Violeta Kokollari                | Violeta Kokollari                | Sleep von Allen Stone                                | Hanna Iser             | —                                       |
| 10    | Samu Haber   | 26     | Manuel Storz                     | Manuel Storz                     | Hall of Fame von The Script                          | Johny Fraser           | —                                       |
| 10    | Nena         | 27     | Norisha Campbell                 | Norisha Campbell                 | Sign o’ the Times von Prince                         | Georgina Mettbach      | —                                       |
| 10    | Max Herre    | 28     | Karen Firlej                     | Karen Firlej                     | La La La von Naughty Boy                             | Larissa Evans          | —                                       |
| 10    | The BossHoss | 29     | Juri Rother                      | Juri Rother                      | Next to Me von Emeli Sandé                           | Chilli Rusznyak        | —                                       |
| 10    | Max Herre    | 30     | Annika Kron                      | Annika Kron                      | Wake Me Up von Aloe Blacc                            | Ines Koch              | —                                       |
| 10    | Nena         | 31     | Pascal Diederich                 | Pascal Diederich                 | Weil das morgen noch so ist von Grossstadtgeflüster  | John Eid               | —                                       |
| 10    | Samu Haber   | 32     | Akina Ingold                     | Akina Ingold                     | Wings von Birdy                                      | Laura Kattan           | Nena                                    |

| Die Coaches und ihre Kandidaten nach den Battles | Die Coaches und ihre Kandidaten nach den Battles | Die Coaches und ihre Kandidaten nach den Battles | Die Coaches und ihre Kandidaten nach den Battles | Die Coaches und ihre Kandidaten nach den Battles |
|                                                  | Samu Haber | Nena | The BossHoss | Max Herre |
| ------------------------------------------------ | --- | --- | --- | --- |
|                                                  | Ashonte „Dolo“ Lee Tesirée Priti Chris Schummert Judith van Hel Sibell Yvonne Rüller Nilima Chowdhury Joy Masala Manuel Storz Akina Ingold Romina Amman Rasmus Hoffmeister | John Noville Tiana Kruskic David Hanselmann Emily Intsiful Jonas Pütz Lilith Wieland Thorunn Egilsdottir Nader Rahy Norisha Campbell Pascal Diederich Gentiana Merturi Laura Kattan | Anina Schibli Aalijah Tabatha Hahnemann Debbie Schippers Caro Trischler Fredrik Philip Bölter David Whitley Zsuzsa Magyar Albulena Krasniqi Juri Rother Janine Hecht Tal Ofarim | Andreas Kümmert Nico Gomez Katharina Schoofs Léon Rudolf Peer Richter Yasemin „Jazz“ Akkar Violeta Kokollari Karen Firlej Annika Kron Anja Lerch Sara Koell Isaac Roosevelt |
| Gesamt                                           | 12 (10+2) | 12 (10+2) | 12 (10+2) | 12 (9+3) |

## Dritte Phase: Der Showdown
Die neu eingeführte dritte Phase, der sogenannte Showdown, wurde Mitte September 2013 in Berlin aufgezeichnet und vom 21. bis 28. November 2013 in drei Fernsehsendungen ausgestrahlt. Jeder der 48 verbliebenen Teilnehmer bereitete ein selbst gewähltes Lied vor, danach entschied jeder Coach, welche zwei seiner Kandidaten mit ihrem Liedvortrag gegeneinander antreten. Nach dem Vortrag beider Kandidaten wählte der Coach einen von ihnen für die Liveshow-Phase aus, in die alle vier Coaches mit je sechs Teilnehmern einzogen.
| Folge | Coach        | Gesangs- duell | Erster Vortrag       | Erster Vortrag                                    | Zweiter Vortrag  | Zweiter Vortrag                                      |
| Folge | Coach        | Gesangs- duell | Kandidat             | Song                                              | Kandidat         | Song                                                 |
| ----- | ------------ | -------------- | -------------------- | ------------------------------------------------- | ---------------- | ---------------------------------------------------- |
| 11    | Nena         | 1              | Norisha Campbell     | All the Man That I Need von Whitney Houston       | Laura Kattan     | Against All Odds von Phil Collins                    |
| 11    | The BossHoss | 2              | Philip Bölter        | Come Together von The Beatles                     | Tal Ofarim       | Alive von Pearl Jam                                  |
| 11    | Samu Haber   | 3              | Sibell               | Work It Out von Beyoncé                           | Tesirée Priti    | Firework von Katy Perry                              |
| 11    | Max Herre    | 4              | Nico Gomez           | Superstition von Stevie Wonder                    | Isaac Roosevelt  | A Real Mother for Ya von Johnny Guitar Watson        |
| 11    | The BossHoss | 5              | Debbie Schippers     | Don’t Stop von Gin Wigmore                        | Janine Hecht     | One Life von James Morrison                          |
| 11    | Max Herre    | 6              | Léon Rudolf          | Little Lion Man von Mumford & Sons                | Peer Richter     | Ich will nur von Philipp Poisel                      |
| 11    | Nena         | 7              | Thorunn Egilsdottir  | Please Sister von The Cardigans                   | Jonas Pütz       | Shoulda von Jamie Woon                               |
| 11    | Samu Haber   | 8              | Dolo Lee             | Soul’s on Fire von Anthony Hamilton               | Yvonne Rüller    | Heartbeat von Nneka                                  |
| 12    | The BossHoss | 9              | Aalijah T. Hahnemann | Soulmate von Natasha Bedingfield                  | Zsuzsa Magyar    | Don’t Let Go (Love) von En Vogue                     |
| 12    | Nena         | 10             | David Hanselmann     | Papa Was a Rollin’ Stone von The Undisputed Truth | John Noville     | No Woman, No Cry von Bob Marley                      |
| 12    | Max Herre    | 11             | Katharina Schoofs    | You Got the Love von Candi Staton                 | Sara Koell       | Sex on Fire von Kings of Leon                        |
| 12    | Samu Haber   | 12             | Rasmus Hoffmeister   | Kraniche von Bosse                                | Chris Schummert  | Fast Car von Tracy Chapman                           |
| 12    | Nena         | 13             | Gentiana Merturi     | No More Drama von Mary J. Blige                   | Emily Intsiful   | Home von Michael Bublé                               |
| 12    | Samu Haber   | 14             | Joy Masala           | Red von Daniel Merriweather                       | Judith van Hel   | The First Cut Is the Deepest von Cat Stevens         |
| 12    | Max Herre    | 15             | Violeta Kokollari    | Talkin’ ’bout a Revolution von Tracy Chapman      | Annika Kron      | One and Only von Adele                               |
| 12    | The BossHoss | 16             | Albulena Krasniqi    | Nobody’s Perfect von Jessie J                     | David Whitley    | A Song for You von Leon Russell                      |
| 13    | The BossHoss | 17             | Juri Rother          | Walking in Memphis von Marc Cohn                  | Caro Trischler   | I Knew You Were Trouble von Taylor Swift             |
| 13    | Max Herre    | 18             | Jazz Akkar           | Heaven von Emeli Sandé                            | Karen Firlej     | Thinkin Bout You von Frank Ocean                     |
| 13    | Nena         | 19             | Pascal Diederich     | Bei meiner Seele von Xavier Naidoo                | Nader Rahy       | Nutshell von Alice in Chains                         |
| 13    | Samu Haber   | 20             | Akina Ingold         | We Found Love von Rihanna featuring Calvin Harris | Nilima Chowdhury | Autumn Leaves (Les feuilles mortes) von Yves Montand |
| 13    | The BossHoss | 21             | Fredrik              | Personal Jesus von Depeche Mode                   | Anina Schibli    | Hard Knocks von Marc Broussard                       |
| 13    | Nena         | 22             | Lilith Wieland       | Tears Dry on Their Own von Amy Winehouse          | Tiana Kruskic    | Proud Mary von Creedence Clearwater Revival          |
| 13    | Samu Haber   | 23             | Manuel Storz         | Save Room von John Legend                         | Romina Amman     | Nasty Naughty Boy von Christina Aguilera             |
| 13    | Max Herre    | 24             | Anja Lerch           | I’d Rather Go Blind von Etta James                | Andreas Kümmert  | A Whiter Shade of Pale von Procol Harum              |

## Vierte Phase: Die Liveshows
Die vier Liveshows fanden vom 29. November bis zum 20. Dezember 2013 in Berlin statt. In den ersten beiden Liveshows traten jeweils 12 der verbliebenen 24 Teilnehmer auf: Drei Kandidaten des gleichen Coaches trugen nacheinander einen Song vor, wonach der Coach 50, 30 und 20 Punkte auf die drei Teilnehmer verteilen musste. Unabhängig davon erhielten die drei Kandidaten ihr Televoting-Prozentergebnis als Punkte. Aus jedem der acht Dreikämpfe kam der Teilnehmer mit der höchsten Punktesumme ins Halbfinale. Die vier Halbfinalduelle trugen jeweils zwei Kandidaten unterschiedlicher Coaches aus. Ins Finale kamen zwei Schützlinge von Samu Haber, einer von Max Herre, einer von The BossHoss und keiner von Nena.

### Ergebnistabelle
| Coach: Max Herre     | Coach: Max Herre | Coach: Max Herre | Coach: Max Herre | Coach: Max Herre |
| Name                 | 1. Liveshow      | 2. Liveshow      | Halbfinale       | Finale           |
| -------------------- | ---------------- | ---------------- | ---------------- | ---------------- |
| Andreas Kümmert      | Weiter           | –                | Weiter           | 1. Platz         |
| Peer Richter         | –                | Weiter           | Ausgeschieden    |                  |
| Violeta Kokollari    | Ausgeschieden    | –                |                  |                  |
| Katharina Schoofs    | Ausgeschieden    | –                |                  |                  |
| Nico Gomez           | –                | Ausgeschieden    |                  |                  |
| Jazz Akkar           | –                | Ausgeschieden    |                  |                  |
| Coach: Samu Haber    |                  |                  |                  |                  |
| Name                 | 1. Liveshow      | 2. Liveshow      | Halbfinale       | Finale           |
| Chris Schummert      | –                | Weiter           | Weiter           | 2. Platz         |
| Judith van Hel       | Weiter           | –                | Weiter           | 3. Platz         |
| Tesirée Priti        | Ausgeschieden    | –                |                  |                  |
| Nilima Chowdhury     | Ausgeschieden    | –                |                  |                  |
| Yvonne Rüller        | –                | Ausgeschieden    |                  |                  |
| Romina Amman         | –                | Ausgeschieden    |                  |                  |
| Coach: The BossHoss  |                  |                  |                  |                  |
| Name                 | 1. Liveshow      | 2. Liveshow      | Halbfinale       | Finale           |
| Debbie Schippers     | Weiter           | –                | Weiter           | 4. Platz         |
| Caro Trischler       | –                | Weiter           | Ausgeschieden    |                  |
| David Whitley        | Ausgeschieden    | –                |                  |                  |
| Anina Schibli        | Ausgeschieden    | –                |                  |                  |
| Tal Ofarim           | –                | Ausgeschieden    |                  |                  |
| Aalijah T. Hahnemann | –                | Ausgeschieden    |                  |                  |
| Coach: Nena          |                  |                  |                  |                  |
| Name                 | 1. Liveshow      | 2. Liveshow      | Halbfinale       | Finale           |
| Tiana Kruskic        | Weiter           | –                | Ausgeschieden    |                  |
| Emily Intsiful       | –                | Weiter           | Ausgeschieden    |                  |
| Nader Rahy           | Ausgeschieden    | –                |                  |                  |
| Laura Kattan         | Ausgeschieden    | –                |                  |                  |
| Thorunn Egilsdottir  | –                | Ausgeschieden    |                  |                  |
| John Noville         | –                | Ausgeschieden    |                  |                  |

### Erste Liveshow
In der ersten Liveshow am 29. November 2013 kam jeweils einer von drei auftretenden Kandidaten jeder Gruppe weiter.
Zu Beginn der Show sang Ivy Quainoo zusammen mit den zwölf Liveshow-Teilnehmern ihren Song Atomic. Nena führte ihr Lied Solange Du Dir Sorgen machst zusammen mit ihren sechs Kandidaten auf. Zum Schluss trug Samu Habers Band Sunrise Avenue ihren Song Lifesaver vor.
| Voting # | Coach        | Kandidat          | Song                                                             | Punktevergabe | Punktevergabe | Punktevergabe |
| Voting # | Coach        | Kandidat          | Song                                                             | Coach         | Zuschauer     | Gesamt        |
| -------- | ------------ | ----------------- | ---------------------------------------------------------------- | ------------- | ------------- | ------------- |
| 1.       | Samu Haber   | Tesirée Priti     | Wrecking Ball von Miley Cyrus                                    | 30            | 13,0          | 043,0         |
| 1.       | Samu Haber   | Judith van Hel    | The Power of Love von Frankie Goes to Hollywood                  | 50            | 73,9          | 123,9         |
| 1.       | Samu Haber   | Nilima Chowdhury  | Symphonie von Silbermond                                         | 20            | 13,1          | 033,1         |
|          |              |                   |                                                                  |               |               |               |
| 2.       | The BossHoss | David Whitley     | When Love Takes Over von Kelly Rowland feat. David Guetta        | 30            | 33,0          | 063,0         |
| 2.       | The BossHoss | Anina Schibli     | Seven Nation Army von The White Stripes                          | 20            | 21,7          | 041,7         |
| 2.       | The BossHoss | Debbie Schippers  | Nobody Knows von Pink                                            | 50            | 45,3          | 095,3         |
|          |              |                   |                                                                  |               |               |               |
| 3.       | Nena         | Nader Rahy        | Kashmir von Led Zeppelin                                         | 30            | 36,7          | 066,7         |
| 3.       | Nena         | Laura Kattan      | Sunrise von Norah Jones                                          | 20            | 24,7          | 044,7         |
| 3.       | Nena         | Tiana Kruskic     | Bad von Michael Jackson                                          | 50            | 38,6          | 088,6         |
|          |              |                   |                                                                  |               |               |               |
| 4.       | Max Herre    | Violeta Kokollari | Strong von London Grammar                                        | 30            | 09,0          | 039,0         |
| 4.       | Max Herre    | Katharina Schoofs | Meine Worte von Maxim                                            | 20            | 04,8          | 024,8         |
| 4.       | Max Herre    | Andreas Kümmert   | If You Don’t Know Me By Now von Harold Melvin and the Blue Notes | 50            | 86,2          | 136,2         |

### Zweite Liveshow
Auch in der zweiten Liveshow am 6. Dezember 2013 kam jeweils einer von drei auftretenden Kandidaten jeder Gruppe weiter.
Zu Beginn der Show sang die Blue Man Group zusammen mit den zwölf Liveshow-Teilnehmern den Lady-Gaga-Song Applause. Die Band OneRepublic trug zusammen mit den zwölf Kandidaten ihren Song Counting Stars vor. Nick Howard sang zusammen mit Judith van Hel, Debbie Schippers, Tiana Kruskic und Andreas Kümmert seinen Song Untouchable. The BossHoss führten ihren aktuellen Song Do It auf.
| Voting # | Coach        | Kandidat                  | Song                                   | Punktevergabe | Punktevergabe | Punktevergabe |
| Voting # | Coach        | Kandidat                  | Song                                   | Coach         | Zuschauer     | Gesamt        |
| -------- | ------------ | ------------------------- | -------------------------------------- | ------------- | ------------- | ------------- |
| 1.       | The BossHoss | Tal Ofarim                | A Thousand Years von Christina Perri   | 30            | 41,2          | 071,2         |
| 1.       | The BossHoss | Aalijah Tabatha Hahnemann | Roar von Katy Perry                    | 20            | 11,2          | 031,2         |
| 1.       | The BossHoss | Caro Trischler            | The Boys of Summer von Don Henley      | 50            | 47,5          | 097,5         |
|          |              |                           |                                        |               |               |               |
| 2.       | Samu Haber   | Romina Amman              | Sway von Dean Martin                   | 20            | 15,3          | 035,3         |
| 2.       | Samu Haber   | Chris Schummert           | Hey Brother von Avicii                 | 50            | 65,9          | 115,9         |
| 2.       | Samu Haber   | Yvonne Rüller             | Weak von Skunk Anansie                 | 30            | 18,8          | 047,8         |
|          |              |                           |                                        |               |               |               |
| 3.       | Max Herre    | Jazz Akkar                | Umbrella von Rihanna                   | 30            | 14,1          | 044,1         |
| 3.       | Max Herre    | Nico Gomez                | LoveStoned von Justin Timberlake       | 20            | 33,7          | 053,7         |
| 3.       | Max Herre    | Peer Richter              | Sie sieht mich nicht von Xavier Naidoo | 50            | 52,2          | 102,2         |
|          |              |                           |                                        |               |               |               |
| 4.       | Nena         | John Noville              | Wonderful Life von Hurts               | 20            | 13,7          | 033,7         |
| 4.       | Nena         | Emily Intsiful            | Walzer für Niemand von Sophie Hunger   | 50            | 40,4          | 090,4         |
| 4.       | Nena         | Thorunn Egilsdottir       | The Scientist von Coldplay             | 30            | 45,9          | 075,9         |

### Halbfinale
Im Halbfinale am 13. Dezember 2013 traten jeweils zwei Kandidaten unterschiedlicher Coaches gegeneinander an. Die vier Gesangsduelle wurden ausschließlich durch die Stimmen der Zuschauer entschieden. Da die vier Sieger nun nicht mehr innerhalb der einzelnen Gruppen ermittelt wurden, hatte kein Coach einen Finalplatz sicher. Schließlich schieden die beiden Kandidatinnen von Nena aus, dagegen erreichten beide Teilnehmer von Samu Haber das Finale.
Alle acht Halbfinalteilnehmer hatten vor der Sendung ein eigenes, neu komponiertes Lied aufgenommen. Nach jedem der vier Duelle sang der jeweilige Sieger sein Lied live in der Show. Die Studioaufnahmen aller acht Songs, auch die der vier nicht live vorgestellten, wurden nach Ende der Sendung in den Downloadshops zum Kauf angeboten.
Zu Beginn der Show sang Katy Perry zusammen mit Peer Richter, Chris Schummert, Debbie Schippers und Caro Trischler ihrem Song Unconditionally. Später trug Perry ihren aktuellen Hit Dark Horse vor. Michael Bublé sang zusammen mit den anderen vier Halbfinalisten seinen Song After All. Max Herre führte mit Joy Denalane und Gentleman die Lieder A-N-N-A und Tabula Rasa auf.
| Gesangs- duell | Coach        | Kandidat         | Song                                                     | Televoting (in %) | Eigener Song des Finalteilnehmers |  |
| -------------- | ------------ | ---------------- | -------------------------------------------------------- | ----------------- | --------------------------------- |  |
| 1.             | Max Herre    | Peer Richter     | Unter die Haut von Tim Bendzko featuring Cassandra Steen | 28,7              | —                                 |  |
| 1.             | Samu Haber   | Chris Schummert  | Every Breath You Take von The Police                     | 71,3              | The Singer                        |  |
|                |              |                  |                                                          |                   |                                   |  |
| 2.             | Samu Haber   | Judith van Hel   | Chasing Cars von Snow Patrol                             | 73,1              | Fucking Beautiful                 |  |
| 2.             | Nena         | Emily Intsiful   | Hey Jude von The Beatles                                 | 26,9              | —                                 |  |
|                |              |                  |                                                          |                   |                                   |  |
| 3.             | Nena         | Tiana Kruskic    | Ja Nisam Tu von Jasmin Kruskic                           | 42,3              | —                                 |  |
| 3.             | The BossHoss | Debbie Schippers | With or Without You von U2                               | 57,7              | Skin and Bones                    |  |
|                |              |                  |                                                          |                   |                                   |  |
| 4.             | The BossHoss | Caro Trischler   | Your Song von Elton John                                 | 21,1              | —                                 |  |
| 4.             | Max Herre    | Andreas Kümmert  | With a Little Help from My Friends von The Beatles       | 78,9              | Simple Man                        |  |

### Finale
Die vierte Liveshow, das Finale, fand am 20. Dezember 2013 statt. Wie in den ersten beiden Staffeln wurde der Sieger durch eine Kombination aus Anzahl Song-Downloads und Televoting-Ergebnis ermittelt. Die im Halbfinale präsentierten eigenen Songs der vier Finalteilnehmer standen im iTunes Store und anderen Portalen zum kostenpflichtigen Download bereit. Für jeden der vier Finalisten zählte ein bis zum 19. Dezember 2013 verkaufter Download so viel wie zwei Televotingstimmen am Finalabend.
In der Finalshow trug jeder Finalteilnehmer seinen eigenen Song vor, sang außerdem ein Duett mit seinem Coach und ein weiteres Duett mit einem Gastkünstler. Andreas Kümmert sang gemeinsam mit Rebecca Ferguson, Chris Schummert mit James Blunt, Judith van Hel mit Tom Odell und Debbie Schippers mit Ellie Goulding. Die meisten Downloads vor Beginn der Finalshow hatte Andreas Kümmert, nach Abschluss des Televotings hatte er auch die höchste Gesamtwertung.
| Rang | Kandidat         | Coach        | Songs                    | Songs                                            | Televoting und Downloads |
| ---- | ---------------- | ------------ | ------------------------ | ------------------------------------------------ | ------------------------ |
| 1    | Andreas Kümmert  | Max Herre    | eigener Song             | Simple Man                                       | 47,44 %                  |
| 1    | Andreas Kümmert  | Max Herre    | Duett mit Coach          | So Wundervoll von Max Herre featuring Aloe Blacc | 47,44 %                  |
| 1    | Andreas Kümmert  | Max Herre    | Duett mit Gastkünstlerin | Nothing’s Real But Love von Rebecca Ferguson     | 47,44 %                  |
|      |                  |              |                          |                                                  |                          |
| 2    | Chris Schummert  | Samu Haber   | eigener Song             | The Singer                                       | 27,54 %                  |
| 2    | Chris Schummert  | Samu Haber   | Duett mit Coach          | Faith von George Michael                         | 27,54 %                  |
| 2    | Chris Schummert  | Samu Haber   | Duett mit Gastkünstler   | Bonfire Heart von James Blunt                    | 27,54 %                  |
|      |                  |              |                          |                                                  |                          |
| 3    | Judith van Hel   | Samu Haber   | eigener Song             | Fucking Beautiful                                | 17,51 %                  |
| 3    | Judith van Hel   | Samu Haber   | Duett mit Coach          | Enjoy The Silence von Depeche Mode               | 17,51 %                  |
| 3    | Judith van Hel   | Samu Haber   | Duett mit Gastkünstler   | Another Love von Tom Odell                       | 17,51 %                  |
|      |                  |              |                          |                                                  |                          |
| 4    | Debbie Schippers | The BossHoss | eigener Song             | Skin And Bones                                   | 07,51 %                  |
| 4    | Debbie Schippers | The BossHoss | Duett mit Coach          | Are You Gonna Go My Way von Lenny Kravitz        | 07,51 %                  |
| 4    | Debbie Schippers | The BossHoss | Duett mit Gastkünstlerin | Burn von Ellie Goulding                          | 07,51 %                  |

## Einschaltquoten
Im Durchschnitt sahen 3,67 Millionen Zuschauer die dritte Staffel von The Voice of Germany auf ProSieben und Sat.1, der Marktanteil beim Gesamtpublikum betrug 12,2 Prozent. In der Zielgruppe der 14- bis 49-Jährigen sahen im Durchschnitt 2,33 Millionen Zuschauer zu, was einem Marktanteil von 20,7 Prozent entsprach.
| Folge | Sendung         | Sender    | Datum                 | Zuschauer | Zuschauer       | Marktanteil | Marktanteil     | Quelle |
| Folge | Sendung         | Sender    | Datum                 | Gesamt    | 14 bis 49 Jahre | Gesamt      | 14 bis 49 Jahre | Quelle |
| ----- | --------------- | --------- | --------------------- | --------- | --------------- | ----------- | --------------- | ------ |
| 01    | Blind Auditions | ProSieben | Do, 17. Oktober 2013  | 4,03 Mio. | 2,73 Mio.       | 13,5 %      | 24,1 %          | [ 10 ] |
| 02    | Blind Auditions | Sat.1     | Fr, 18. Oktober 2013  | 4,57 Mio. | 2,79 Mio.       | 15,2 %      | 25,9 %          | [ 11 ] |
| 03    | Blind Auditions | ProSieben | Do, 24. Oktober 2013  | 4,16 Mio. | 2,89 Mio.       | 13,6 %      | 23,8 %          | [ 12 ] |
| 04    | Blind Auditions | Sat.1     | Fr, 25. Oktober 2013  | 4,12 Mio. | 2,54 Mio.       | 14,0 %      | 23,7 %          | [ 13 ] |
| 05    | Blind Auditions | ProSieben | Do, 31. Oktober 2013  | 3,77 Mio. | 2,44 Mio.       | 13,0 %      | 23,1 %          | [ 14 ] |
| 06    | Blind Auditions | Sat.1     | Fr, 1. November 2013  | 4,13 Mio. | 2,63 Mio.       | 13,1 %      | 22,6 %          | [ 15 ] |
| 07    | Die Battles     | ProSieben | Do, 7. November 2013  | 4,08 Mio. | 2,77 Mio.       | 13,4 %      | 23,4 %          | [ 16 ] |
| 08    | Die Battles     | Sat.1     | Fr, 8. November 2013  | 4,06 Mio. | 2,60 Mio.       |             | 23,9 %          | [ 17 ] |
| 09    | Die Battles     | ProSieben | Do, 14. November 2013 | 3,44 Mio. | 2,38 Mio.       | 11,0 %      | 19,4 %          | [ 18 ] |
| 10    | Die Battles     | Sat.1     | Fr, 15. November 2013 | 3,15 Mio. | 1,93 Mio.       | 10,5 %      | 16,6 %          | [ 19 ] |
| 11    | Der Showdown    | ProSieben | Do, 21. November 2013 | 3,51 Mio. | 2,39 Mio.       | 11,2 %      | 20,2 %          | [ 20 ] |
| 12    | Der Showdown    | Sat.1     | Fr, 22. November 2013 | 3,34 Mio. | 2,06 Mio.       | 11,0 %      | 18,2 %          | [ 21 ] |
| 13    | Der Showdown    | ProSieben | Do, 28. November 2013 | 3,12 Mio. | 2,10 Mio.       | 10,1 %      | 17,6 %          | [ 22 ] |
| 14    | 1. Liveshow     | Sat.1     | Fr, 29. November 2013 | 2,99 Mio. | 1,71 Mio.       | 10,9 %      | 17,3 %          | [ 23 ] |
| 15    | 2. Liveshow     | Sat.1     | Fr, 6. Dezember 2013  | 2,80 Mio. | 1,68 Mio.       | 10,1 %      | 16,5 %          | [ 24 ] |
| 16    | Halbfinale      | Sat.1     | Fr, 13. Dezember 2013 | 2,72 Mio. | 1,63 Mio.       | 09,7 %      | 16,3 %          | [ 25 ] |
| 17    | Finale          | Sat.1     | Fr, 20. Dezember 2013 | 3,60 Mio. | 2,12 Mio.       | 12,5 %      | 19,8 %          | [ 26 ] |